# フェートン号事件

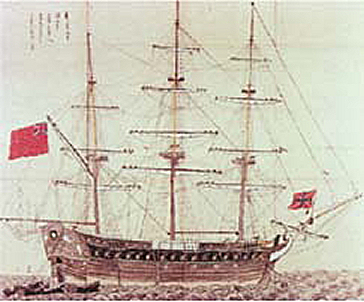
フェートン号

フェートン号事件（フェートンごうじけん）は、文化5年8月（1808年10月）、鎖国体制下の日本の長崎港で起きたイギリス軍艦侵入事件。ヨーロッパにおけるナポレオン戦争の余波が極東の日本にまでおよんだものである。

## 背景
1641年以降、欧州諸国のなかでネーデルラント連邦共和国（のちのオランダ）のみが日本との通商を許され、長崎出島にオランダ東インド会社の商館が設置されていた。イギリスも江戸時代初期には平戸に商館を設置して対日貿易を行っていたが、オランダとの営業競争に敗れ経営不振のため1623年に長崎平戸の商館を閉館し、その後再開を試みるも江戸幕府に拒絶され続けていた（平戸のイギリス商館については、イギリス(平戸)商館参照のこと）。
18世紀末、フランス革命戦争が勃発すると、1793年にオランダはフランスに占領され、オランダ統領のウィレム5世はイギリスに亡命した。オランダでは地元の革命派によるバタヴィア共和国が成立し、オランダ東インド会社は1798年に解散した。バタヴィア共和国はフランスの影響下にあるとはいえ一応オランダ人の政権であるが、フランス皇帝ナポレオンは1806年に弟のルイ・ボナパルトをオランダ国王に任命し、フランス人によるオランダ王国（ホラント王国）が成立した。このため、世界各地にあったオランダの植民地はすべてフランス帝国の影響下に置かれることとなった。
イギリスは、亡命して来たウィレム5世の依頼によりオランダの海外植民地の自国による接収を始めていたが、長崎出島のオランダ商館を管轄するオランダ東インド会社があったバタヴィア（ジャカルタ）は依然として旧オランダ（つまりフランス）支配下の植民地であった。しかし、アジアの制海権は既にイギリスが握っていたため、バタヴィアでは旧オランダ（つまりフランス）支配下の貿易商は中立国のアメリカ籍の船を雇用して長崎と貿易を続けていた。

## 事件の経過
文化5年8月15日（1808年10月4日）、ベンガル総督ミントーの政策によりオランダ船拿捕を目的とするイギリス海軍のフリゲート艦フェートン（フリートウッド・ペリュー艦長）は、オランダ国旗を掲げて国籍を偽り、長崎へ入港した。これをオランダ船と誤認した出島のオランダ商館では商館員ホウゼンルマン（Dirk Gozeman）とシキンムル（Gerrit Schimmel）の2名を小舟で派遣し、慣例に従って長崎奉行所の役人、オランダ通詞らとともに出迎えのため船に乗り込もうとしたところ、武装した船員によって商館員2名が拉致され、船に連行された。それと同時に船はオランダ国旗を降ろしてイギリス国旗を掲げ、オランダ船を求めて武装ボートで長崎港内の捜索を行った。長崎奉行所ではフェートン号に対し、オランダ商館員を解放するよう書状で要求したが、フェートン号側からは水と食料を要求する返書があっただけだった。
オランダ商館長（カピタン）ヘンドリック・ドゥーフは長崎奉行所内に避難し、商館員の生還を願い戦闘回避を勧めた。長崎奉行の松平康英は、商館員の生還を約束する一方で、湾内警備を担当する佐賀藩・福岡藩の両藩にイギリス側の襲撃に備える事、またフェートン号を抑留、又は焼き討ちする準備を命じた。ところが、その年の長崎警衛当番であった佐賀藩が太平に慣れ経費削減のため守備兵を無断で減らしており、長崎には本来の駐在兵力の10分の1ほどのわずか100名程度しか在番していないことが判明する。松平康英は急遽、薩摩藩、熊本藩、久留米藩、大村藩など九州諸藩に応援の出兵を求めた。
翌16日、ペリュー艦長は人質の1人ホウゼンルマン商館員を釈放して薪、水や食料（米・野菜・肉）の提供を要求し、供給がない場合は港内の和船及び唐船を焼き払うと脅迫してきた。人質を取られ十分な兵力もない状況下にあって、松平康英はやむなく要求を受け入れることとしたが、要求された水は少量しか提供せず、明日以降に十分な量を提供すると偽って応援兵力が到着するまでの時間稼ぎを図ることとした。
長崎奉行所では食料や飲料水を準備して舟に積み込み、オランダ商館から提供された豚と牛とともにフェートン号に送った。これを受けてペリュー艦長はシキンムル商館員も釈放し、出航の準備を始めた。
17日未明、近隣の大村藩主大村純昌が藩兵を率いて長崎に到着した。松平康英は大村純昌と共にフェートン号を抑留もしくは焼き討ちするための作戦を進めていたが、その間にフェートン号は碇を上げ長崎港外に去った。

## 結果
結果だけを見れば日本側に人的・物的な被害はなく、人質にされたオランダ人も無事に解放されて事件は平穏に解決した。
しかし、手持ちの兵力もなく、侵入船の要求にむざむざと応じざるを得なかった長崎奉行の松平康英は、日本の国威を辱めたとして自責の念から自刃した。勝手に兵力を減らしていた佐賀藩家老等数人も責任を取って切腹した。さらに幕府は、佐賀藩が長崎警備の任を怠っていたとして、11月には藩主鍋島斉直に100日の閉門を命じた。
フェートン号事件ののち、ドゥーフや長崎奉行曲淵景露らが臨検体制の改革を行い、秘密信号旗を用いるなど外国船の入国手続きが強化された。その後もイギリス船の出現が相次ぎ、幕府は1825年に異国船打払令を発令することになる。
この屈辱を味わった佐賀藩は次代鍋島直正の下で近代化に尽力し、明治維新の際に大きな力を持つに至った。
また、この事件以降、知識人の間でイギリスは侵略性を持つ危険な国「英夷」であると見なされ始め、組織的な研究対象となり、幕府は1809年に本木正栄ら6名の長崎通詞に英学修業を命じ、それに続いてオランダ語通詞全員に英語、フランス語、ロシア語の研修を命じた。本木らはオランダ人商人ヤン・コック・ブロンホフから英語を学び、1811年には日本初の英和辞書『諳厄利亜興学小筌』10巻が完成し、1814年には幕府の命による本格的な辞書『諳厄利亜語林大成』15巻が完成した。
一方、イギリスは1811年になってインドからジャワ島に遠征軍を派遣し、バタヴィアを攻略、東インド全島を支配下に置いた。イギリス占領下のバタヴィアから長崎のオランダ商館には何の連絡もなく、商館長ドゥーフらはナポレオン帝国没落後まで長崎出島に放置された。ドゥーフたちは本国の支援もないまま、7年もの年月を日本で過ごしていくこととなる。